# Бубнівська сотня
Бубнівська сотня — адміністративно-територіальна і військова одиниця Канівського полку Гетьманщини до 1667 року, після Андрусівського перемир'я відійшла до Переяславського полку, де і перебувала аж до ліквідації держави у 1782 p., після чого її територія повністю включена до Золотоніського повіту Київського намісництва.

## Історія
Виникла, ймовірно, після Ординації Війська Запорозького в кінці 1638 року. У 1649 році — десята Канівська сотня у кількості 241 козака на чолі із сотником Юхимом Рощенком. Вперше згадана як окрема Бубнівська сотня 1654 року у списках міст та присяжних списках у складі Канівського полку.
Сотенні центри:
- 1654—1731 роки — містечко Бубнів (Бубнове, Бубново, Бобновка), нині частина територій Піщанської сільської громади поблизу села Бубнівська Слобідка Золотоніського району Черкаської області.
- 1731—1782 роки — село Прохорівка.

До сотні також входили села: Бубнівська Слобідка, Сушки. Ревізія 1765—1769 років подає за сотнею також села Жигалки і Дмитрівку.

## Сотенна старшина

### Список сотників Бубнівської сотні
| №  | Ім'я                    | Початок | Завершення | Прим. |
| -- | ----------------------- | ------- | ---------- | --- |
| 1  | Юхим Рощенко            | 1649    |            | |
| 2  | Богдан Омельченко       | 1672    |            | |
| 3  | Федір Туранський        | 1676    |            | наказний сотник — Леонтій Курощуп (1676) |
| 4  | Кіндрат Сацько          | 1680    |            | |
| 5  | Іван Канівець           | 1680    | 1693       | наказний сотник — Василь Величко (1682, 1689) |
| 6  | Денис Деркач            | 1693    | 1706       | |
| 7  | Іван Деркач             | 1706    | 1717       | |
| 8  | Денис Деркач            | 1707    | 1708       | |
| 9  | Михайло Прохорович      | 1708    | 1738       | наказні сотники: Іван Антипенко (1718, 1721), Олефір Гуржій (1729), Олексій Петровський (1736, 1738), Прокіп Савон (1737), Федір Павленко (1737) |
| 10 | Федір Базилевич-Кулябко | 1738    | 1752       | наказні сотники: Йосип Канівецький (1740, 1741), Василь Савич (1740), Федір Павленко (1743—1745)                                                 |
| 11 | Іван Максимович         | 1752    | 1770       | наказний сотник — Василь Козюра (1767) |
| 12 | Петро Неверовський      | 1770    | 1782       | |

### Список писарів Бубнівської сотні
- Павло Мовчан (1726)
- Хома Степанович (1729—1731)
- Іван Антипенко (1732)
- Захар Степанович (1734)
- Максим Тимофійович (1736—1739; 1745—1754)
- Іван Трибенко (1741)
- Василь Миколайович (1743—1746)
- Іван Гнатович Даценко (1759—1779)
- Іван Прохорович Богуш (1772—1782)

### Список осавулів Бубнівської сотні
- Процик Кучеренко (1732)
- Улас Тищенко (1734)
- Ничипір Симоненко (1736—1743)
- Григорій Красник (1746—1748)
- Іван Красник (1752—1763)
- Степан Костючевський (1763)
- Григорій Проскурня (1767—1782)

### Список хорунжих Бубнівської сотні
- Ждан Пінчук (1676)
- Гнат Даценко (1732)
- Кирило Макаренко (1734—1746).
- Йосип Засенко (1747—1756)
- Яків Лисенко (1767)
- Трохим Ярошевський (1771—1782)

### Список городових отаманів Бубнівської сотні
- Яків Котляренко (1672; 1682)
- Герасим Ювчиненко (1681)
- Петро Стукало (1700)
- Григорій (1716)
- Степан Баглай (1725—1726)
- Семен Кривоніс (1731—1733)
- Тиміш Хруленко (1734)
- Йосип Засенко (1736—1738)
- Василь Румина (1738)
- Яків Охріменко (1739)
- Роман Биринда (1740)
- Ярема Чорномаз (1741)
- Григорій Палій (1743—1746)
- Федір Павленко (1746; 1749—1753)
- Дем'ян Антипович (1759)
- Петро Леонов (1759—1760)
- Йосип Фесун (1762—1764)
- Іван Прохорович Богуш (1767)
- Василь Федорович Базилевич-Кулябка (1768—1771)
- Василь Якименко (1771—1782)

## Опис Бубнівської сотні
За описом Київського намісництва 1781 року наявні наступні дані про кількість сіл та населення Бубнівської сотні напередодні ліквідації:
| Населені пункти                      | Дворян і шляхетства | Різночинців | Духовенства | Церковників | Греків | Хат              | Хат                   | Хат   | Хат                                        | Хат                                                           | Всього | Всього                             |
| Населені пункти                      | Дворян і шляхетства | Різночинців | Духовенства | Церковників | Греків | козаків виборних | козаків підпомічників | міщан | посполитих коронних, в тому числі рангових | посполитих власницьких, різночинських і козацьких підсусідків | хат    | за останньою 1764 року ревізії душ |
| ------------------------------------ | ------------------- | ----------- | ----------- | ----------- | ------ | ---------------- | --------------------- | ----- | ------------------------------------------ | ------------------------------------------------------------- | ------ | ---------------------------------- |
| містечко Бубнів                      | 3                   | 2           | 2           | 1           | —      | 35               | 40                    | —     | 5                                          | 42                                                            | 122    | —                                  |
| село Прохорівка                      | 8                   | 8           | 2           | 1           | —      | 37               | 74                    | —     | 10                                         | 120                                                           | 241    | —                                  |
| село Сушки                           | 2                   | 3           | 1           | 1           | —      | 20               | 42                    | —     | —                                          | 80                                                            | 142    | —                                  |
| село Слобідка Бубнівська             | —                   | 7           | 1           | 1           | —      | 36               | 41                    | —     | —                                          | 97                                                            | 174    | —                                  |
| 1. хутір бунчукового товариша Томари | —                   | —           | —           | —           | —      | —                | —                     | —     | —                                          | 1                                                             | 1      | —                                  |
| 2. хутір коморника Танчого           | —                   | —           | —           | —           | —      | —                | —                     | —     | —                                          | 2                                                             | 2      | —                                  |
| Всього у сотні Бубнівській           | 13                  | 21          | 6           | 4           | —      | 128              | 197                   | —     | 15                                         | 342                                                           | 682    | 1435                               |